# Falanga

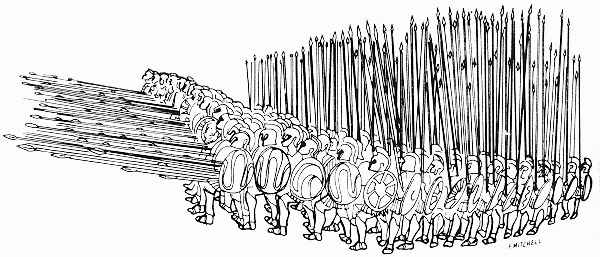
Makedonská falanga

Falanga (řecky φάλαγξ, falanx – „bitevní řada“) je sevřená obdélníková formace pěchoty, obvykle hoplítů, kopiníků či halapartníků, která po značnou část starověku a středověku dominovala evropským bojištím. Pro maximální využití svého potenciálu potřebovala falanga volný prostor.

## Historie
První záznamy o kopinické falanze pocházejí z období Sumerské říše. Ze starého Řecka jsou ještě známy falangy skládané neortodoxně z lehkooděnců s delšími kopími než bylo zvykem u hoplítů (Théby) a falangy lukostřelců obvyklé u ostrovních Řeků (Rhodos). Za vrchol hegemonie starověké falangy lze pak považovat řeckou falangu, jejíž organizaci a výzbroj posléze zdokonalil do podoby makedonské falangy Filip II. Skládala se z těžkooděnců (hoplítů) vyzbrojených dlouhými kopími. Ochranná výzbroj falangy sestávala z poměrně těžkých součástí:
- helma (2,5 kg)
- kryt hrudníku (15 kg)
- chrániče nohou (1,5 kg jeden)
- kulatý dřevěný štít o průměru 1 m (10 kg).[1]

V čelním střetnutí byla tato formace nepřekonatelná, její 6m dlouhá kopí prakticky znemožňovala nepříteli dostat se hoplítům na tělo. Na začátku bitvy se k sobě v několika řadách celá falanga pevně semkla tak, aby se jednotliví členové útvaru navzájem kryli štíty. Tyto štíty se nazývaly argské a jejich podstatným vylepšením bylo držení uprostřed plochy štítu, takže voják jej mohl připnout na své levé předloktí. Navíc, díky jeho rozměrům byl hoplít kryt od brady po kolena a navíc byl štít dostatečně široký, aby poskytl ochranu i nalevo stojícímu spolubojovníkovi. Po vydání povelu k útoku se falanga rozešla svižným krokem. Jakmile byl nepřítel v dostatečné blízkosti, přešla do běhu a první tři řady svěsily svá kopí tak, aby mířila přímo do řad protivníka. Cílem bylo zasáhnout protivníka do nohy, slabin nebo hlavy.
Řecká falanga bez podstatnějších změn vládla bojištím starověku až do chvíle, kdy ji vytlačila modernější a k manévrování lépe uzpůsobená římská legie. Za definitivní tečku za epochou řecké falangy se považuje bitva u Kynoskefal („Psích hlav“, 197 př. n. l.), v níž římské vojsko Tita Quinctia Flaminina prakticky zcela zničilo falangově organizovaná vojska makedonského krále Filipa V. Bitva přitom (za přispění několika vážných chyb Makedonců, kteří se nechali vlákat do těžkého skalnatého terénu porostlého stromy) plně demonstrovala nevýhody falangy – její značně sníženou účinnost v těžkém terénu, ve kterém nedokázala dostatečně sevřít řady, značnou těžkopádnost (i když se dokázala v boji rychle otočit a čelit bočnímu útoku - na povel se vztyčila všechna kopí, na další provedli všichni vpravo v bok a na poslední povel se kopí sklopila a celý oddíl útočil do nového směru) a bezmoc hoplítů v okamžiku, kdy nepřítel pronikl skrz hradbu kopí a dostal se k boji tělo na tělo - meče hoplité již neměli.
Přesto nelze říci, že by falanga byla zcela mrtvá, jistou její modifikaci a zmenšeninu představoval římský manipul. Dále zde byl skotský schiltron, který se osvědčil při bojích s těžkou jízdou. Celkově se myšlenka šikovat jednotky pěchoty podobné falanze opakovala pořád znovu a znovu. Falanga představovala ideální útvar pro čelní boj a tudíž i pro dobu, v níž dominovala taktika frontálního útoku. Největší nebezpečí pro ni představovala nápaditá manévrovací taktika nepřítele nebo masové nasazení lučištníků. Typickým příkladem jsou války mezi Angličany a Skoty, v nichž byli velšští lučištníci pro skotské šiky kopiníků stejně smrtonosní, jako byly tyto šiky nepřekonatelnou překážkou pro frontálně útočící těžkou jízdu. Šiky podobné falanze vytvářeli též švýcarští halapartníci.
Později stejná podobná taktika doplněná o ruční palné zbraně představovala základ pro oddíly lancknechtů a později vrcholí ve třicetileté válce. Definitivní konec přináší masivní nasazení pušek a spojení dlouhé pušky a bodáku. To je doba, kdy končí využívání kopí u pěchoty a tím fakticky i falanga.